# Krzysztof Niemirowicz-Szczytt (1726–1776)
Krzysztof Niemirowicz-Szczytt (Krzysztof Szczytt Niemirowicz / Krzysztof Szczytt) herbu Jastrzębiec (ur. 1726 w Juchowiczach, zm. 1776) – pułkownik wojsk francuskich, generał major wojsk litewskich, starosta jaśwojński, szambelan króla Stanisława Leszczyńskiego, ostatni z linii juchowickiej Niemirowiczów-Szczyttów.

## Życiorys
Młodszy syn Józefa, kasztelana mścisławskiego, i wojszczanki mińskiej Petronelli Scholastyki z Wołodkowiczów h. Radwan II voto za Szymonem Syruciem. Wnuk kasztelana smoleńskiego Krzysztofa Benedykta Niemirowicza-Szczytta.
Miał brata Antoniego, zmarłego w młodości, oraz siostry: Teresę za Eustachym Józefem Chrapowickim, Annę I v. za Ignacym Chełchowskim II v. za Marcinem Matuszewiczem, Felicjannę za Józefem Prozorem, Zofię za Antonim Zabiełłą i Mariannę – wizytkę w Wilnie.

### Lata młodzieńcze
Z cesji ojca, od IX.1744, miał starostwo niegrodowe klaszyckie w woj. połockim (Klaszyce, Niszcza, Lisna, Chocimicze, Hlińce). Po śmierci ojca, prawdopodobnie z inicjatywy przyszłego ojczyma, Szymona Syrucia, rozpoczął naukę w 1745 w Akademii Rycerskiej w Lunéville. Był w korpusie kadetów w latach 1745–1746.

### Na dworze Stanisława Leszczyńskiego
Po zakończeniu nauki pozostał w Lotaryngii, był jednym z nielicznych Polaków na trwale związanych z dworem króla Stanisława Leszczyńskiego. Król Stanisław Leszczyński mianował go swoim szambelanem, a w 1749 przedstawił w Compiégne królowi Francji Ludwikowi XV. W latach 50. XVIII w. został mianowany pułkownikiem wojsk francuskich i kapitanem regimentu Royal Suédois. Stał się jedną z najważniejszych postaci dworu lotaryńskiego. W związku ze zgonem Augusta III Sasa na początku 1764 w imieniu króla napisał list (z własnoręcznym dopiskiem Stanisława Leszczyńskiego) skierowany do kasztelana witebskiego, Szymona Syrucia, popierający kandydaturę królewicza Karola na tron Polski.
Krzysztof Niemirowicz-Szczytt i Aleksander Dziuli byli jedynymi Polakami, którzy byli obecni w Lunéville w chwili śmierci króla. Krzysztof Niemirowicz-Szczytt został wymieniony w testamencie Stanisława Leszczyńskiego, a w trakcie uroczystości pogrzebowych 4.III.1766 był jednym z czterech oficerów niosących trumnę z ciałem króla do kościoła Notre Dame de Bon-Secours w Nancy.

### Powrót do Rzeczypospolitej
Z Francji powrócił jesienią 1769. Posiadał znaczne dobra ziemskie w woj. połockim i księstwie żmudzkim (m.in. Juchowicze, Orzechowno, Szo, Prozoroki, Sokoliszcze, Białe, Datnów), a jego długa nieobecność spowodowała wiele sporów granicznych z sąsiadami.
W 1770 na prywatnej audiencji u króla Stanisława Augusta uzyskał zgodę na scedowanie mu przez ojczyma i matkę bogatego starostwa jaśwojńskiego na Żmudzi. Po ogłoszeniu w Połocku w 1772 decyzji o pierwszym rozbiorze postanowił nie składać przysięgi wierności Katarzynie II. Rezydencję Niemirowiczów-Szczyttów w Juchowiczach przekazał siostrzeńcowi – Józefowi Chrapowickiemu, a sam wyjechał na tereny Rzeczypospolitej. Starostwo klaszyckie zostało skonfiskowane – Katarzyna II przekazała je Nikicie Paninowi.
W 1773 król Stanisław August mianował Krzysztofa Niemirowicza-Szczytta generałem-majorem wojsk litewskich.

### Śmierć
Zmarł w 1776. Został pochowany w kościele Bernardynów w należącym do niego Datnowie.
Krzysztof Niemirowicz-Szczytt nie założył rodziny. Był ostatnim z linii juchowickiej Niemirowiczów-Szczyttów.